# Bunium pachypodum
Bunium pachypodum är en flockblommig växtart som beskrevs av Peter William Ball. Bunium pachypodum ingår i släktet jordkastanjer, och familjen flockblommiga växter. Inga underarter finns listade i Catalogue of Life.